# Pepe Kalle
 (février 2016).
Si vous disposez d'ouvrages ou d'articles de référence ou si vous connaissez des sites web de qualité traitant du thème abordé ici, merci de compléter l'article en donnant les références utiles à sa vérifiabilité et en les liant à la section « Notes et références ».
 (janvier 2020).
Pepe Kalle (de son vrai nom Jean-Baptiste Kabasele Yampanya wa ba Mulanga), né le 30 novembre 1951 à Kinshasa et mort le 29 novembre 1998 dans la même ville, est un chanteur congolais.

## Biographie

### Enfance
Jean-Baptiste Kabasele Yampanya wa ba Mulanga, alias Pepe Kalle, est né à Kinshasa le 30 novembre 1951. Fils de papa Angbando et de maman Mbula, il est l’aîné d’une famille de quinze enfants, dont huit garçons.

### Ses débuts
D'abord apprécié à la chorale de l'église, sa voix se révèle en 1969 au sein de l'orchestre Bamboula, dont le style s'inscrit dans la lignée de l'African Fiesta de Rochereau. Mais c'est Verkys, célèbre saxophoniste de l'OK Jazz de Franco et grand découvreur de jeunes talents, qui saura mettre en valeur les qualités de chanteur de Pepe Kalle au sein de son groupe Vévé (véritable pépinière de musiciens) et d'une de ses formations satellites Lipwa Lipwa. En 1972, toujours au sein de « l'écurie Vévé », Pepe Kalle participe à la fondation du groupe Bella Bella mené par les frères Maxime et Émile Soki, qu'il va quitter rapidement pour créer son propre ensemble, Empire Bakuba, avec Dilu Dilumoma et Papy Tex Matolu. Ce trio vocal a connu une longévité exceptionnelle (plus d'un quart de siècle) dans un environnement où la dislocation des orchestres semble être la règle. Il est aussi celui qui imposa dans le soukouss ce style d'harmonieuses polyphonies interprétées par des solistes à la justesse phénoménale[non neutre].

### L'ascension
À partir de 1973, le succès remporté par Pepe Kalle et Empire Bakuba avec Nazoki ne se dément plus. De 1975 à 1977, ils visitent les pays alentour et propagent une nouvelle danse, le masasi calculé. Dans les années 1980, alors que le groupe commence à étendre le rayon de ses tournées au-delà du continent, les prestations d'Empire Bakuba se font de plus en plus spectaculaires. Adoptant les tenues des sapeurs, les artistes jouent la carte de l'extravagance jusqu'à la limite du grand guignol. Le fameux « Bakuba Show » fonctionne essentiellement sur le contraste entre la stature gigantesque de Pepe Kalle et le jeu facétieux d'ambianceurs nains : Emoro, le plus célèbre d'entre eux (mort en 1992), Joli Bébé, Dokolos et Dominique Mabwa. Une veine particulièrement exploitée avec l'album Bombe Atomique.
Les chansons de Pepe Kalle s'adressent directement au peuple dans un langage accessible[réf. souhaitée] (L'argent ne fait pas le bonheur, Dieu seul sait, Simplicité…) . Dans la tradition d'un Franco, il s'illustre aussi avec des textes à double sens évoquant, non sans une certaine ironie corrosive, les difficultés de la vie quotidienne de ses compatriotes. Écrite en 1985, sa chanson Article 15, beta libanga, sera son plus grand succès[réf. souhaitée]. Elle rappelle le conseil cynique de « s'en remettre à l'article 15 » que Mobutu avait donné à ses administrés lors d'une de ses allocutions : « Qu'on soit jeune ou vieux / On est tous en face d'une même réalité : la vie difficile / Le cauchemar quotidien / Que faire, sinon se référer à l'Article 15 / « Débrouillez-vous pour vivre » / À Kinshasa ».
Pepe Kalle s'installe ensuite à Paris en 1985. En compagnie de son vieil ami Nyboma (qu'il apprécie depuis l'époque où ils chantaient ensemble dans Bella Bella) et sous la houlette du producteur Ibrahima Sylla, Pepe Kalle s'intéresse au public antillais avec Zouke Zouke puis Moyibi, qui le rend célèbre dans toute la Caraïbe en 1987. Deux autres albums « soukouzouk » mais cette fois en solo, Pou moun pa ka bougé et Tiembe raid pa moli, respectivement parus en 1989 et 1990, font mouche dans toute l'Afrique francophone[réf. souhaitée].
Avec Gérant en 1991, Pépé Kalle renoue avec le label Syllart et une équipe de studio « parisienne » sans pareil, reflet de l'extraordinaire creuset[non neutre] qu'a constitué la capitale française pour la musique africaine : Nyboma, Likinga et Luciana, entre autres, sont aux voix ; Boncana Maïga dirige les cuivres ; Manou Lima, aux claviers et à la programmation, fait les arrangements avec Souzy Kasseya, qui intervient à la guitare solo, et Lokassa, dont la guitare rythmique drive tout l'album.

### Carrière musicale
Sa carrière musicale a commencé avec l'African Jazz, le groupe du Grand Kallé. Il joue ensuite à Bella Bella et devient le chanteur du Lipua Lipua, où il chante aux côtés de Nyboma Mwandido. En 1972, Kallé, avec Dilu Dilumona et Papy Tex, quitte Lipua Lipua pour former leur propre groupe nommé Empire Bakuba. Empire Bakuba emprunte le nom d'une tribu guerrière congolaise, et incorpore ostensiblement des rythmes roots de l'intérieur, des sons qui avaient longtemps été mis à l'écart par la rumba populaire. Le groupe connaît un succès instantané, et avec Zaïko Langa Langa, ils sont devenus la bande de Kinshasa la plus populaire[réf. souhaitée]. Avec des succès tels que Dadou Pépé Kallé et Papy Tex Sango ya mawa, le groupe est un montage constante sur les cartes[pas clair]. Ils créent également une nouvelle danse, le « kwassa kwassa ».
Lors de leur dixième anniversaire en 1982, le groupe est élu groupe de tête du Zaïre. Tout au long des années 1980, Empire Bakuba continue de visiter[Quoi ?] longuement tout en produisant pas moins de quatre albums par an. Au milieu de la décennie, on compte de nombreux adeptes à travers l'Afrique francophone centrale et occidentale. Son album de 1986, collaboration avec Nyboma, appelé Zouke Zouke, est une des années les premiers albums les plus vendus[pas clair].
Mais c'était sa deuxième collaboration avec Nyboma, Moyibi  (1988), qui a lancé sa popularité dans toute l'Afrique.
Dans les années 1980 et début des années 1990, Kalle fusionné éléments de la version trépidant de soukous[Quoi ?] produites dans les studios de Paris. Son album datant de 1990 — Roger Millan, un hommage aux exploits du grand footballeur camerounais — est un exemple classique de cet arrangement. En 1992, le groupe fait face à sa première grande calamité quand Emoro, nain dansant du groupe, décède lors d'une tournée au Botswana. Malgré ce revers, la popularité de Pépé Kallé continue de monter en flèche dans les années 1990 ; en effet, il sort des albums comme Gigantafrique, « plus grand que la vie et le cocktail ». Il collabore également avec d'autres légendes comme Lutumba Simaro et N'Yoka Longo.
Pépé Kallé décède d'une crise cardiaque le 29 novembre 1998. Derrière lui, il laisse ses petits enfants, Khristivy Ngomora et Olivia Kabasélè-Yampanya, qui sont ses héritiers. Ils vivent tous les deux chez leur mère, en France, plus précisément à Paris.

## Discographie
- 1981 : L'Empire Bakuba de Pépé Kallé, Dilu Dilumona et Papy Tex
- 1982 : Kunda Ebembe
- 1982 : Amour Propre
- 1985 : Bonana 85
- 1985 : Chérie Ondi
- 1985 : Massasy Calculé à Abidjan
- 1986 : Soucis ya Likinga
- 1986 : Pépé Kallé, Nyboma et l'Empire Bakuba
- 1987 : Sombokila
- 1987 : 8 000 Km
- 1988 : Moyibi (avec Nyboma)
- 1988 : L'Argent ne fait pas le Bonheur
- 1989 : Ce Chale Carnaval
- 1989 : Atinze Mwana Popi
- 1989 : Pon Moun Paka Bougé
- 1990 : Le Tube de vos Vacances : Liya Liya Faina
- 1991 : Gérant
- 1992 : Mamie / Music Clarification
- 1992 : Lisanga ya Banganga (avec Tabu Ley Rochereau)
- 1992 : Divisé par Deux
- 1992 : Larger Than Life
- 1994 : Dieu Seul Sait
- 1995 : Gardez votre souffle
- 1997 : Full Option
- 1997 : Merci maman
- 1998 : Cocktail